# Santa Maria em Ara Coeli (título cardinalício)
Santa Maria em Ara Coeli (em latim: Sanctae Mariae de Aracœli) é um título cardinalício instituído em 10 de julho de 1517 pelo Papa Leão X, por ocasião do aumento no número de cardeais naquele consistório. Também era conhecida como Santa Maria no Capitolio.
Dez anos após a sua instituição, o Papa Clemente VII por meio do breve apostólico Cum olim felicis recordationis de 17 de abril, suprimiu este título. Mas em 1544, o Papa Paulo III a restabeleceu, de forma provisória, e em 4 de dezembro de 1555, o Papa Júlio III a restabeleceu de forma definitiva. A sua igreja é cuidada pela Ordem dos Frades Menores.
Sua igreja titular é Santa Maria in Aracoeli.

## Titulares protetores
- Cristoforo Numai, O.F.M. (1517-1527)
- Título suprimido (1527-1544)
- Francisco Mendoza de Bobadilla (1545-1550)
- Giovanni Michele Saraceni (1551-1557)
- Clemente d'Olera (ou Dolera), O.F.M. (1557-1568)
- Alessandro Crivelli (ou Cribelli) (1570-1574)
- Alessandro Riario (1578-1585)
- Giovanni Battista Castrucci (1586-1592)
- Francesco Maria Bourbon del Monte (1592-1611)
- Agostino Galamini, O.P. (1611-1639)
- Ascanio Filomarino (1642-1666)
- Carlo Roberti (1667-1673)
- Giacomo Franzoni (1673-1685)
- Giacomo de Angelis (1686-1695)
- Giovanni Francesco Negroni (1696-1713)
- Giovanni Battista Bussi (1713-1726)
- Lorenzo Cozza (1727-1729)
- Alamanno Salviati (1730-1733)
- Marcello Passeri (1733-1741)
- Carlo Leopoldo Calcagnini (1743-1746)
- Carlo della Torre Rezzonico (1747-1755)
- Luigi Mattei (1756-1758)
- Giovanni Teodoro di Baviera (1759-1761)
- Baldassare Cenci (1762-1763)
- Niccolò Oddi (1766-1767)
- Vitaliano Borromeo (1768-1783)
- Innocenzo Conti (1783-1785)
- Alessandro Mattei (1786-1800)
- Francesco Maria Locatelli (1803-1811)
- Vacante (1811-1816)
- Giovanni Battista Quarantotti (1816-1820)
- Fabrizio Turriozzi (1823-1826)
- Giacomo Filippo Fransoni (1828-1855)
- Francesco Gaude, O.P. (1855-1857)
- Giuseppe Milesi Pironi Ferretti (1858-1870)
- Vacante (1870-1874)
- Maximiliano Joseph von Tarnóczy (1874-1876)
- Mieczysław Halka Ledóchowski (1876-1896)
- Francesco Satolli (1896-1903)
- Beniamino Cavicchioni (1903-1911)
- Diomede Falconio, O.F.M. (1911-1914)
- Basilio Pompilj (1914-1917)
- Filippo Camassei (1919-1921)
- Juan Benlloch i Vivó (1921-1926)
- Jozef-Ernest van Roey (1927-1961)
- Juan Landázuri Ricketts, O.F.M. (1962-1997)
- Salvatore De Giorgi (1998-)